# Before Four
Before Four, auch b4-4 (B4-4) geschrieben, war eine aus Kanada stammende Boygroup, bestehend aus den Zwillingsbrüdern Dan und Ryan Kowarsky (* 5. Dezember 1979) sowie Ohad Einbinder (* 13. März 1982).

## Werdegang
Ohad stammt aus Jerusalem und die Zwillinge aus Toronto. Die Zwillinge sind die jüngsten Kinder von insgesamt fünf Kindern. Vor der Geburt der Kinder begaben sich die Eltern aus Südafrika nach Kanada. Der Vater der Zwillinge ist ein erfolgreicher Opernsänger. So war es nur absehbar, da sie bereits von Kindesbeinen an mit Musik und Performance aufgewachsen sind, dass auch sie im Musikbereich tätig werden wollten. Der Vater von Ohad ist Geschäftsmann und die Mutter eine bekannte Sängerin.
Bereits im Teenageralter machten die drei zusammen Musik und durch die Beziehungen des Vaters lernten sie einen Studiotechniker kennen, der ihnen die Gelegenheit gab, Demoaufnahmen in dem Studio zu machen. Ein anderer Freund der Familie leitete die Demoaufnahmen an den Sony RO Manager Steve Hoffman weiter. Diesem gefielen die Aufnahmen und er bot der Band einen Vertrag im Jahr 1997 an.
Schon mit ihrer ersten Platte B4-4 erreichten sie in ihrer Heimat einmal Platin. Mehrfach waren ihre Singles in den Top 10 vertreten.
Im Jahr 2006 hat sich die Boyband getrennt, da die Zwillinge das Interesse an der kommerziellen Popmusik verloren. Dan und Ryan Kowarsky sind nun als Duo unter dem Namen RyanDan unterwegs und produzieren emotionsgeladene Titel. Ihre Musik besteht aus einer Mischung von Klassik und Pop. In Kanada feiern sie damit schon einige Erfolge.
Auch Ohad hat sich nicht aus dem Musikgeschäft zurückgezogen, er modelt, schreibt und produziert eigene Songs und tourt durch ganz Amerika. Seit einiger Zeit lebt er in einer glücklichen Beziehung mit einem amerikanischen Model.

## Diskografie
- 2002: B4-4 (CA: Platin)[4]
- 2003: In Your Face